# Абдуллаев, Расми Асад оглы
Расми Асад оглы Абдуллаев (азерб. Rəsmi Əsəd oğlu Abdullayev; 1924, Баку — 1995, там же) — азербайджанский геофизик, доктор геолого-минералогических наук, профессор. Внёс большой вклад в развитие геофизической науки в Азербайджане.

## Биография
Расми Асад оглы Абдуллаев родился 7 ноября 1924 года в Баку в семье дочери азербайджанского промышленника и мецената Гаджи Зейналабдина Тагиева Сураи-ханум Тагиевой и инженера Асада Абдуллаева. У Расми была также старшая сестра Диляра (1923—2006).
После окончания средней школы в 1944 году поступил на геологоразведочный факультет Азербайджанского индустриального института. В 1949 году Абдуллаев был принят в аспирантуру на кафедру геофизических методов разведки Московского нефтяного института им. Губкина.
В 1954 году защитил диссертацию в Москве и получил степень кандидата геолого-минералогических наук по геофизике. В 1973 году защитил докторскую диссертацию.
Помимо того, что Абдуллаев был научным сотрудником, он также 40 лет проработал преподавателем. В 1975 году Абдуллаеву было присвоено звание профессора кафедры «Геофизико-разведочных методов». Многие его ученики и аспиранты, в свою очередь, продолжили его работы для развития науки. Он готовил не только инженеров и геофизиков, но и ученых в области сейсморазведки. Под его руководством 16 аспирантов из Бангладеш, Вьетнама и Конго защитили кандидатские диссертации, а также прошли стажировку инженеры-геофизики из Франции и Китая. Студентами Расми Абдуллаева являлись академик Парвиз Мамедов, доктор геолого-минералогических наук Акиф Алиев.
Скончался Расми Абдуллаев в 1995 году.

## Семья
- Супруга — Саида Миризаде[6][7], доктор наук, сотрудница Института геологических исследований Национальной академии наук Азербайджана[8].
  - Сын — Назим Абдуллаев. Пошёл по стопам отца. Нефтяник-геолог и геофизик по специальности[9]. В 2015 году защитил докторскую диссертацию в области геологии, поиска и разведки месторождений нефти и газа[10]. В 2019 году распоряжением президента Азербайджана награждён медалью «Прогресс»[11].

## Память
В ноябре 2014 года в Институте геологии и геофизики Национальной академии наук Азербайджана состоялось мероприятие, посвящённое 90-летию со дня рождения Расми Абдуллаева.
В 2014 году по случаю 90-летия Абдуллаева его супруга Саида Миризаде-Абдуллаева издала буклет под названием «Жизненный путь учёного, семья, наследие и воспоминания».